# 久保征弘
久保征弘（1940年4月2日—）為日本的棒球選手，出生於三重縣。他曾效力於日本職棒近鐵野牛等，守備位置為投手，1968年退休，生涯通算61勝。